# Били (стоянка)
Били — стоянка древнего человека эпохи финала палеолита (мезолита) — раннего неолита, расположенная в 5,5 км южнее села Зарубино Джидинского района Республики Бурятии, в распадке Били в 400 м от реки Селенги. Памятник открыт в 1998 году во время разведочных работ. Впервые раскапывался в 2000 году отрядом ИМБТ СО РАН под руководством В. И. Ташака. На стоянке исследователи выделили два культурных слоя. Находки представлены фрагментами керамики, мелкими обломками неопределённых по типу костей животных, отщепами и микропластинками. Археологические материалы стоянки имели собственную линию развития и не имели преемственность с материалами близких по хронологии и расположению памятников.
Памятник является объектом культурного наследия России федерального значения.

## Географическое положение
Стоянка находится в 5,5 км южнее села Зарубино Джидинского района Республики Бурятии на левом берегу реки Селенги недалеко от села Усть-Кяхта на высоком склоне правого борта распадка Били. Севернее от стоянки находится могильник гуннской знати Оргойтон, на правом борте распадка, носящим название Ивашка, находится одноимённая стоянка Ивашка.

## История исследований
В 1980-х годах, во время рекогносцировочных работ на могильниках Цаган-Усун и Оргойтон, археологическим отрядом под руководством П. Б. Коновалова в местности Били, где расположена стоянка, производились первые сборы артефактов: керамики от эпохи неолита и ранней бронзы до позднего средневековья, каменных орудий, обломки железных изделий и т. д.
В 1998 году на местности Били проведены разведочные работы, включающие выявление участков, содержащих археологический материал и выявление культурных горизонтов с этими материалами. В 400 м от реки Селенги, на высоте в 40 — 50 м от уровня реки был обнаружен такой участок размерами 35×25 в котловине выдувания. Исследователи заложили разведочные шурфы, которые помогли установить наличие двух культурных горизонтов.
В 2000 году исследования на стоянке проводил отряд ИМБТ СО РАН под руководством В. И. Ташака. Возле первого разведочного шурфа 1998 года с его южной стороны отряд заложил раскоп. Первоначально планировалось что его площадь будет 20 м² (5×4 м), но после площадь увеличили в сторону шурфа, таким образом, что шурф оказался в площади раскопа — было добавлено ещё 4 м², половина которой раскопана шурфом. После углубления раскопа, установлено что в его восточной части сохранились фрагменты второго культурного горизонта, поэтому в эту часть раскоп был также расширен.
Памятник археологии состоит на государственной охране в соответствии с Постановлением правительства Республики Бурятия № 337 от 28 сентября 2001 года. В едином государственном реестре объектов культурного наследия (памятников истории и культуры) народов Российской Федерации приказом Министерства культуры РФ № 47846-р от 5 ноября 2016 года поселение Били зарегистрировано как объект культурного наследия федерального значения «Зарубино. Поселение Били», верхний палеолит (Республика Бурятия), с присвоением ему регистрационного номера 031640534630006.

## Стоянка
На стоянке раскопано два культурных горизонта, первый залегал в третьем литологическом слое, а второй в шестом. В пятом литологическом слое прослеживались следы обитания, но неясного происхождения т времени появления, в результате чего В. И. Ташак предположил, что пятый и шестой литологические слои относятся к одному культурному слою, а разброс артефактов связан со спецификой структуры культурного горизонта, так как большая часть находок находилась в восточной части раскопа на участке сползания и разветривания.
В. И. Ташак по находкам датировал второй культурный слой финалом палеолита (мезолита), но здесь же встречались и находки, которые могут быть отнесены к раннему и позднему неолиту, а также к бронзовому веку. Он отмечал также, что археологические материалы стоянки имели собственную линию развития и не имели преемственность с материалами близких по хронологии и расположению памятников Усть-Кяхта-17 и Усть-Кяхта-3.
Первый культурный горизонт изучен на площади в 23 м². Он представлял собой ровную утрамбованную поверхность. В северо-западном углу обнаружен, предположительно, очаг или кострище, представленный в виде плотного зольно-углистого пятна. По середине раскопа на уровне первого культурного слоя проходила древняя промоина, представленная полоской светлого песка. В восточной части слоя в результате разветривания, произошедшего около двух тысяч лет назад, культурный слой был очень тонок — до 1 см. Находки представлены фрагментами керамики и мелкими обломками неопределённых по типу костей животных, найденных в большей части возле очага в северо-западном углу раскопа — вероятно вокруг этого очага проходила деятельность древнего человека. Керамические сосуды изготовлялись без гончарного круга и относятся к позднему бронзовому веку. Кроме того найдены фрагменты керамики гуннской эпохи, которые вероятно попали сюда в результате развеивания слоя, которое четко наблюдается по данным стратиграфии.
Во втором культурном слое был обнаружен 591 артефакт — три фрагмента керамики, остальное — каменные изделия, изготовленные либо из речной гальки чёрного или зелёного цвета — лидит, либо из полупрозрачной яшмы различных оттенков зелёного. Находки каменных изделий из яшмы, за исключением некоторых орудий, представляли собой отходы производства. Нуклеусов в раскопе не обнаружено. Основная масса находок (350 штук) представлена мелкими обломками и микроотщепами. 283 экземпляра находок это сколы — отщепы и микропластинки, среди которых выделяют 22 мелких отщепа (шесть из них из светло-зеленой яшмы), 106 среднеразмерных и 10 крупных отщепов. Микропластин (с шириной скола до 10 мм) найдено в количестве 65 штук, из них 20 изготовлено из яшмы. Причем все микропластинки из яшмы очень мелкие и представляют собой отходы производства. Крупные пластины на стоянке не обнаружены.

## Комментарии
1. ↑  Под лидитом, в данном случае, подразумевается чёрный галечник представленный витрокристаллокластическими туфами, распространённый на берегах реки Селенги[9]